# Tydzień w Jaworznie
Tydzień w Jaworznie – tygodnik o charakterze lokalnym. Pismo wydawane początkowo przez spółkę G&G, od 2014 r. przez GPRINT Sp. z o.o. Swoim zasięgiem obejmuje teren miasta Jaworzno.
Czasopismo Tydzień w Jaworznie istnieje od sierpnia 1997 roku. To opiniotwórczy tygodnik zawierający szereg komentarzy oraz niezależnych opinii. Czasopismo poświęca wiele miejsca problematyce kulturalnej i historycznej. Nie brakuje także publikacji społeczno-politycznych. Tematyka artykułów jest bardzo różnorodna, począwszy od poważnych, politycznych tematów, analiz gospodarczych i strategicznych miasta, po krótkie, interwencyjne głosy czytelników. Oprócz stron dziennikarsko-publicystycznych dołączane są także okolicznościowe dodatki. W każdym numerze znajduje się dodatek telewizyjny, raz w miesiącu ukazuje się dodatek motoryzacyjny, a także sezonowo: budowlany, świąteczny, wyborczy itp. Tydzień w Jaworznie to jeden z dwóch najdłużej funkcjonujących jaworznickich tygodników.